# Urval
Urval est une commune française située dans le département de la Dordogne, en région Nouvelle-Aquitaine.

## Géographie

### Communes limitrophes
Urval est limitrophe de cinq autres communes. Au nord, son territoire est distant d'environ 420 mètres de celui de Coux et Bigaroque-Mouzens.
| Le Buisson-de-Cadouin |       | Siorac-en-Périgord       |
|                       | Urval | Monplaisant              |
| Bouillac              |       | Saint-Pardoux-et-Vielvic |

### Géologie et relief

#### Géologie
Situé sur la plaque nord du Bassin aquitain et bordé à son extrémité nord-est par une frange du Massif central, le département de la Dordogne présente une grande diversité géologique. Les terrains sont disposés en profondeur en strates régulières, témoins d'une sédimentation sur cette ancienne plate-forme marine. Le département peut ainsi être découpé sur le plan géologique en quatre gradins différenciés selon leur âge géologique. Urval est située dans le troisième gradin à partir du nord-est, un plateau formé de calcaires hétérogènes du Crétacé.
Les couches affleurantes sur le territoire communal sont constituées de formations superficielles du Quaternaire et de roches sédimentaires datant pour certaines du Cénozoïque, et pour d'autres du Mésozoïque. La formation la plus ancienne, notée c5a(2), date du Campanien 1, des calcaires packstone à wackstone crayo-marneux gris blanchâtres à subalvéolines à silex gris ou noirs. La formation la plus récente, notée CFvs, fait partie des formations superficielles de type colluvions carbonatées de vallons secs : sable limoneux à débris calcaires et argile sableuse à débris. Le descriptif de ces couches est détaillé dans  les feuilles « no 807 - Le Bugue » et « no 831 - Belvès » de la carte géologique au 1/50 000 de la France métropolitaine, et leurs notices associées,.

Carte géologique d'Urval.

#### Relief et paysages
Le département de la Dordogne se présente comme un vaste plateau incliné du nord-est (491 m, à la forêt de Vieillecour dans le Nontronnais, à Saint-Pierre-de-Frugie) au sud-ouest (2 m à Lamothe-Montravel). L'altitude du territoire communal varie quant à elle entre 55 mètres et 245 mètres,.
Dans le cadre de la Convention européenne du paysage entrée en vigueur en France le 1er juillet 2006, renforcée par la loi du 8 août 2016 pour la reconquête de la biodiversité, de la nature et des paysages, un atlas des paysages de la Dordogne a été élaboré sous maîtrise d’ouvrage de l’État et publié en octobre 2020. Les paysages du département s'organisent en huit unités paysagères,. La commune fait partie du Périgord noir, un paysage vallonné et forestier, qui ne s’ouvre que ponctuellement autour de vallées-couloirs et d’une multitude de clairières de toutes tailles. Il s'étend du nord de la Vézère au sud de la Dordogne (en amont de Lalinde) et est riche d’un patrimoine exceptionnel.
La superficie cadastrale de la commune publiée par l'Insee, qui sert de référence dans toutes les statistiques, est de 13,38 km2,,. La superficie géographique, issue de la BD Topo, composante du Référentiel à grande échelle produit par l'IGN, est quant à elle de 13,4 km2.

### Hydrographie

#### Réseau hydrographique
La commune est située dans le bassin de la Dordogne au sein du Bassin Adour-Garonne. Elle est drainée par le ruisseau de Brande et par deux petits cours d'eau, qui constituent un réseau hydrographique de 7,5 km de longueur totale,.
Affluent de rive gauche de la Dordogne, le ruisseau de la Brande prend sa source dans le sud-ouest de la commune et arrose son territoire sur cinq kilomètres et demi, en direction du nord.

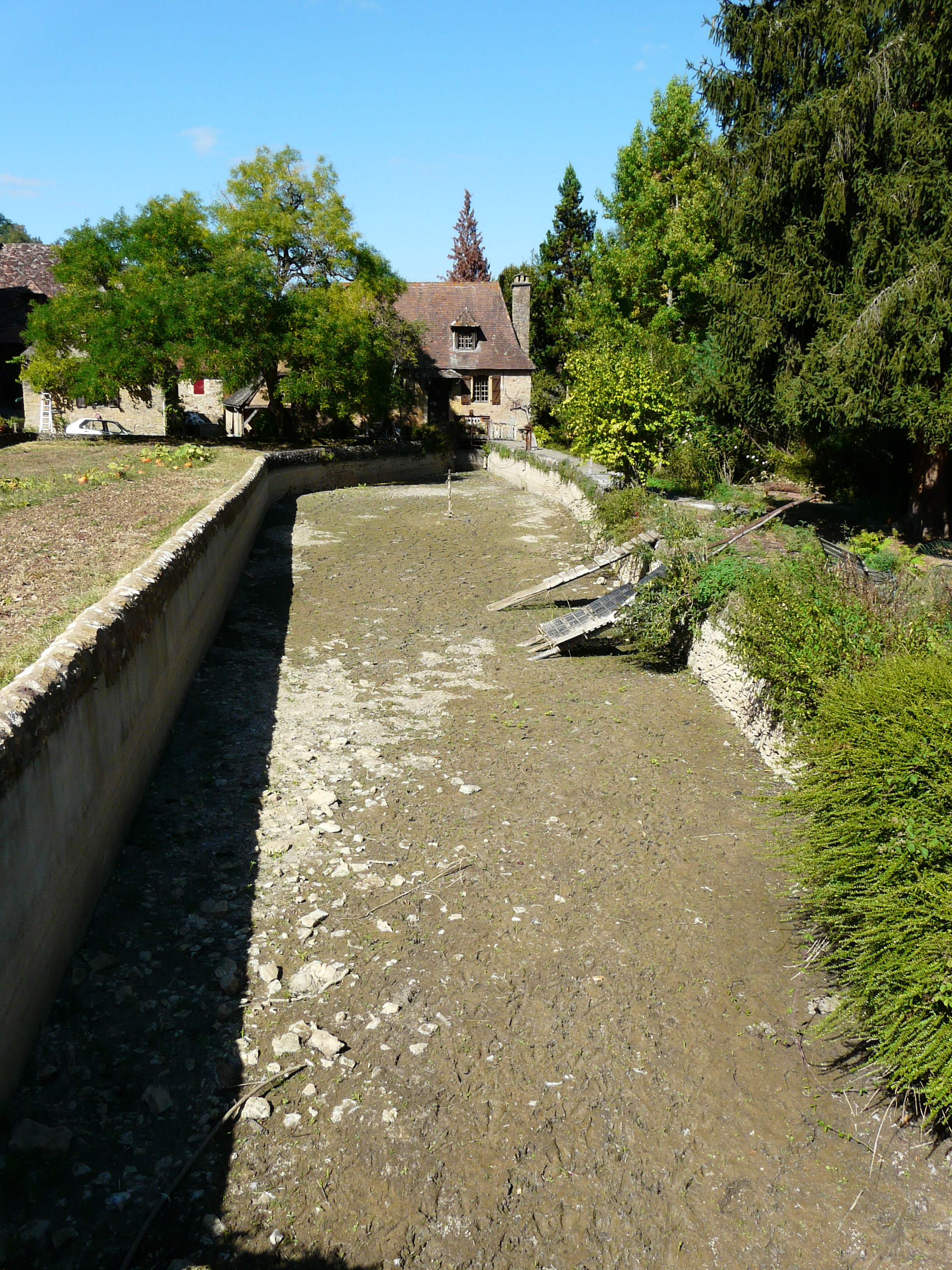
Bief asséché d'un moulin dans le bourg d'Urval.
Réseaux hydrographique et routier d'Urval.
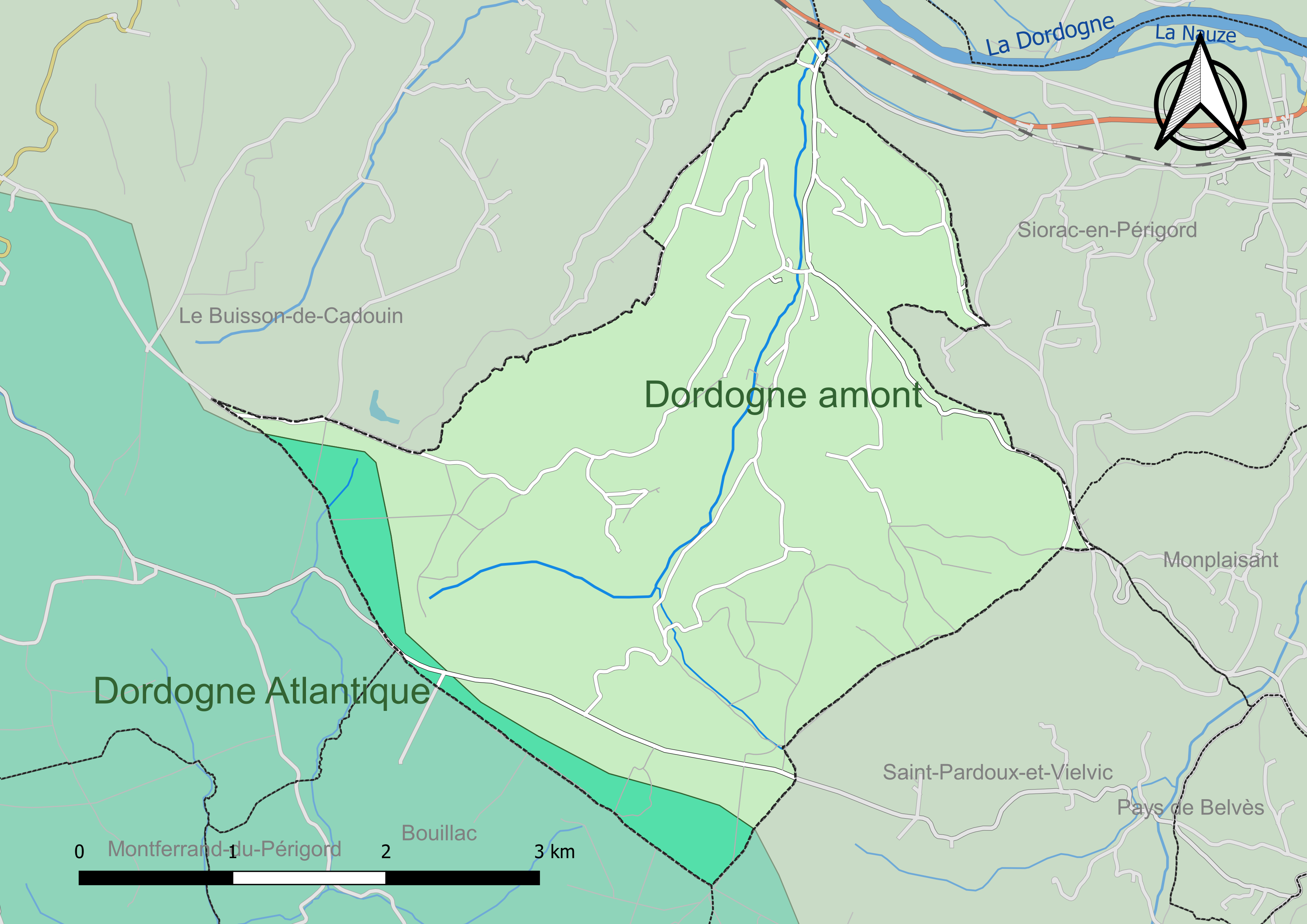
Carte des schémas d'aménagement et de gestion des eaux (SAGE) couvrant le territoire communal d'Urval.

#### Gestion et qualité des eaux
Le territoire communal est couvert par les schémas d'aménagement et de gestion des eaux (SAGE) « Dordogne amont » et « Dordogne Atlantique ». Le SAGE « Dordogne amont », dont le territoire s'étend des sources de la Dordogne jusqu'à la confluence de la Vézère à Limeuil, d'une superficie de 9 700 km2 est en cours d'élaboration. La structure porteuse de l'élaboration et de la mise en œuvre est l'établissement public territorial de bassin de la Dordogne (EPIDOR). Le SAGE « Dordogne Atlantique », dont le territoire correspond au sous‐bassin le plus aval du bassin versant de la Dordogne (aval de la confluence Dordogne - Vézère)., d'une superficie de 2 700 km2 est en cours d'élaboration. La structure porteuse de l'élaboration et de la mise en œuvre est également l'EPIDOR. Ils définissent chacun sur leur territoire les objectifs généraux d’utilisation, de mise en valeur et de protection quantitative et qualitative des ressources en eau superficielle et souterraine, en respect des objectifs de qualité définis dans le troisième SDAGE  du Bassin Adour-Garonne qui couvre la période 2022-2027, approuvé le 10 mars 2022.
Plus de 90 % du territoire communal dépend du SAGE Dordogne amont. Seule une mince bande au sud-ouest, en limite de Bouillac et du Buisson-de-Cadouin est rattachée au SAGE Dordogne Atlantique
La qualité des eaux de baignade et des cours d’eau peut être consultée sur un site dédié géré par les agences de l’eau et l’Agence française pour la biodiversité.

### Climat
Pour des articles plus généraux, voir Climat de la Nouvelle-Aquitaine et Climat de la Dordogne.
Historiquement, la commune est exposée à un climat océanique aquitain.  
En 2020, Météo-France publie une typologie des climats de la France métropolitaine dans laquelle la commune est exposée à un climat océanique altéré et est dans la région climatique  Aquitaine, Gascogne, caractérisée par une pluviométrie abondante au printemps, modérée en automne, un faible ensoleillement au printemps, un été chaud (19,5 °C), des vents faibles, des brouillards fréquents en automne et en hiver et des orages fréquents en été (15 à 20 jours).
Pour la période 1971-2000, la température annuelle moyenne est de 12,6 °C, avec  une amplitude thermique annuelle de 15,1 °C. Le cumul annuel moyen de précipitations est de 901 mm, avec 12,5 jours de précipitations en janvier et 7,1 jours en juillet. Pour la période 1991-2020, la température moyenne annuelle observée sur la station météorologique la plus proche, située sur la commune de Pays de Belvès à 6 km à vol d'oiseau, est de 13,0 °C et le cumul annuel moyen de précipitations est de 888,2 mm,. Pour l'avenir, les paramètres climatiques de la commune estimés pour 2050 selon différents scénarios d’émission de gaz à effet de serre sont consultables sur un site dédié publié par Météo-France en novembre 2022.

## Urbanisme

### Typologie
Au 1er janvier 2024, Urval est catégorisée commune rurale à habitat très dispersé, selon la nouvelle grille communale de densité à 7 niveaux définie par l'Insee en 2022.
Elle est située hors unité urbaine et hors attraction des villes,.

### Occupation des sols
L'occupation des sols de la commune, telle qu'elle ressort de la base de données européenne d’occupation biophysique des sols Corine Land Cover (CLC), est marquée par l'importance des forêts et milieux semi-naturels (81,4 % en 2018), en augmentation par rapport à 1990 (78,5 %). La répartition détaillée en 2018 est la suivante : 
forêts (66,5 %), milieux à végétation arbustive et/ou herbacée (14,9 %), zones agricoles hétérogènes (10,7 %), prairies (6,8 %), terres arables (0,8 %), espaces verts artificialisés, non agricoles (0,2 %). L'évolution de l’occupation des sols de la commune et de ses infrastructures peut être observée sur les différentes représentations cartographiques du territoire : la carte de Cassini (XVIIIe siècle), la carte d'état-major (1820-1866) et les cartes ou photos aériennes de l'IGN pour la période actuelle (1950 à aujourd'hui).

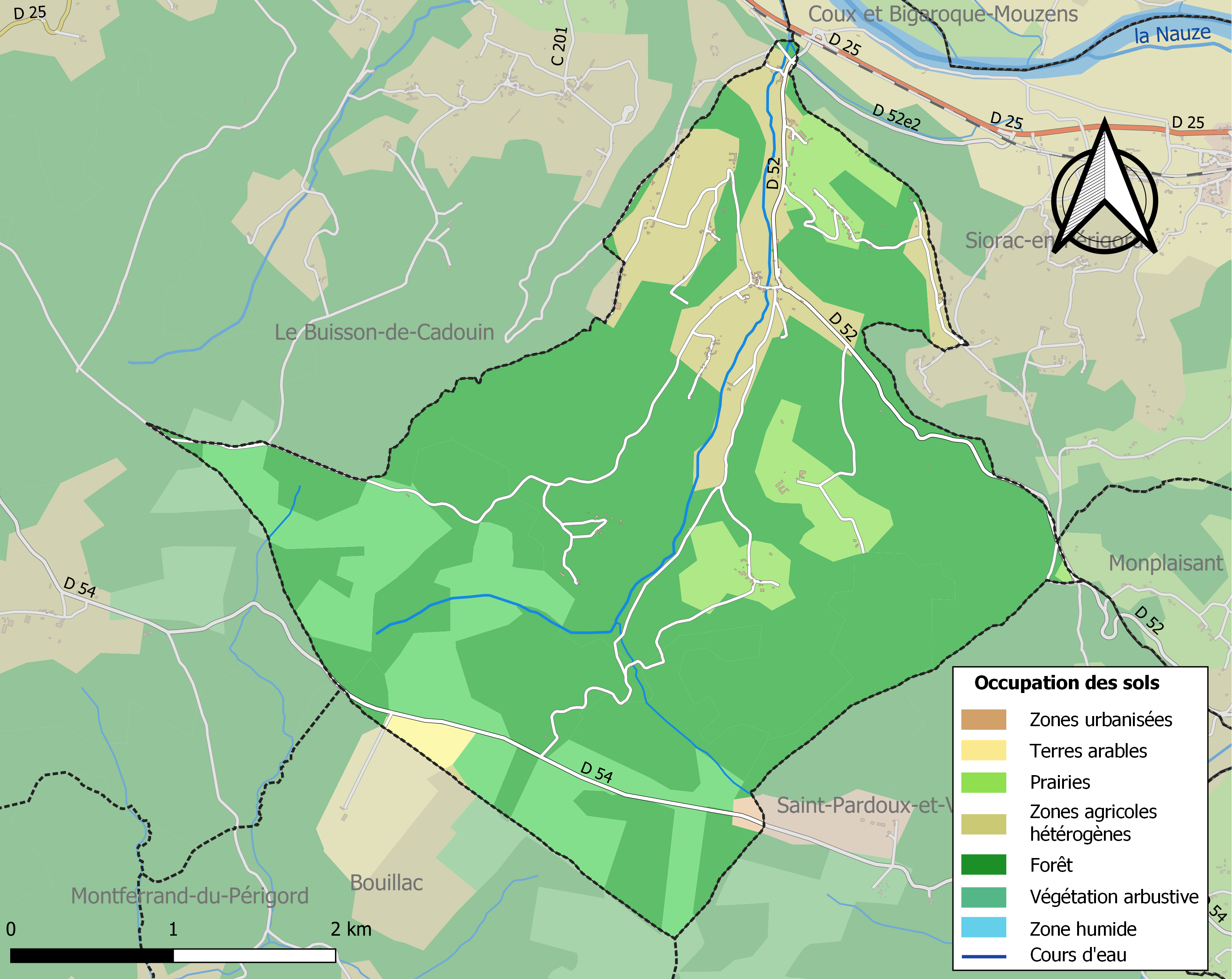
Carte des infrastructures et de l'occupation des sols de la commune en 2018 (CLC).

### Prévention des risques
Le territoire de la commune d'Urval est vulnérable à différents aléas naturels : météorologiques (tempête, orage, neige, grand froid, canicule ou sécheresse), inondations, feux de forêts et séisme (sismicité très faible). Il est également exposé à un risque technologique, la rupture d'un barrage. Un site publié par le BRGM permet d'évaluer simplement et rapidement les risques d'un bien localisé soit par son adresse soit par le numéro de sa parcelle.

#### Risques naturels
Certaines parties du territoire communal sont susceptibles d’être affectées par le risque d’inondation par débordement de cours d'eau. La commune a été reconnue en état de catastrophe naturelle au titre des dommages causés par les inondations et coulées de boue survenues en 1982, 1999 et 2008,.
Urval est exposée au risque de feu de forêt. L’arrêté préfectoral du 14 mars 2013 fixe les conditions de pratique des incinérations et de brûlage dans un objectif de réduire le risque de départs d’incendie. À ce titre, des périodes sont déterminées : interdiction totale du 15 février au 15 mai et du 15 juin au 15 octobre, utilisation réglementée du 16 mai au 14 juin et du 16 octobre au 14 février. En septembre 2020, un plan inter-départemental de protection des forêts contre les incendies (PidPFCI) a été adopté pour la période 2019-2029,.

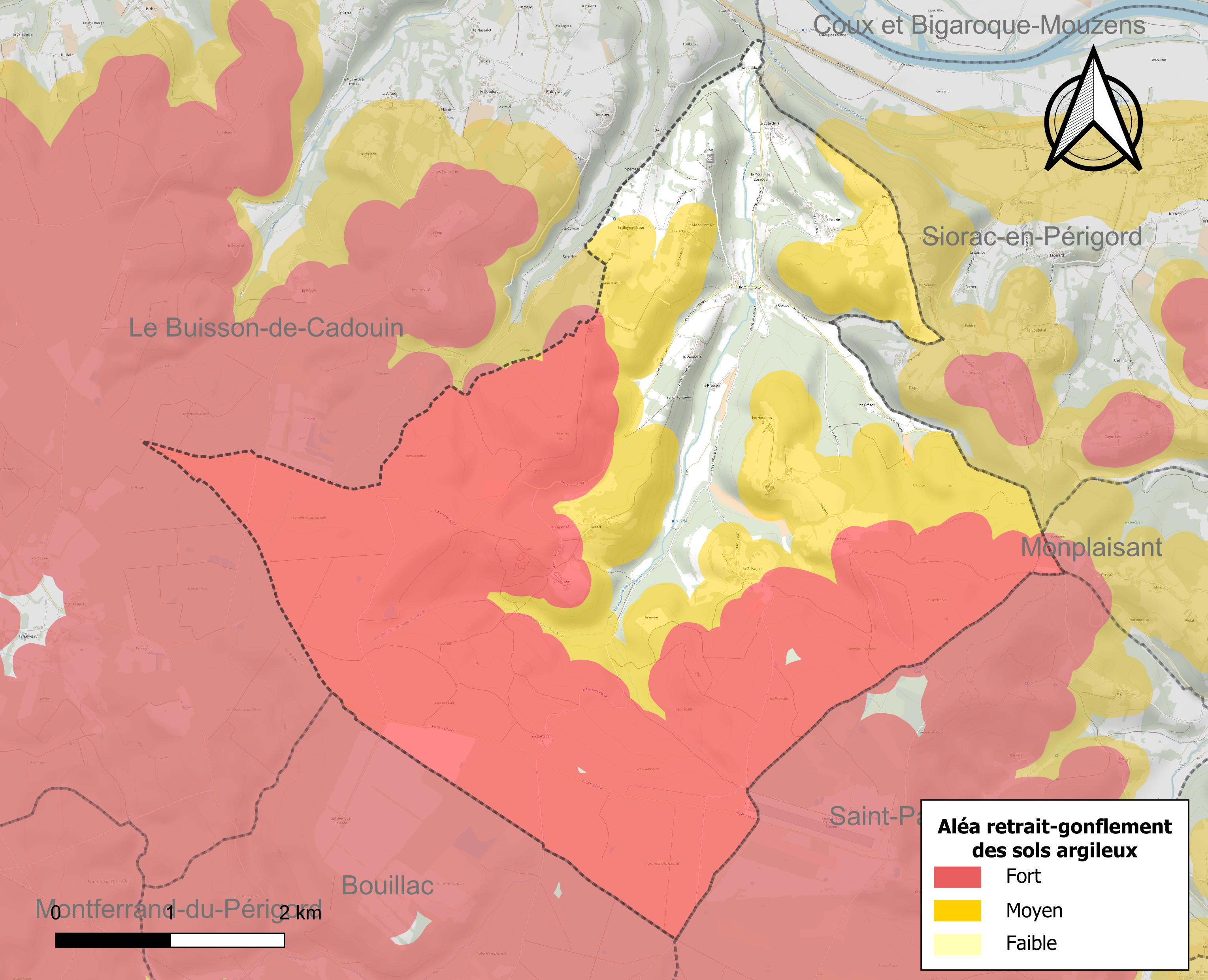
Carte des zones d'aléa retrait-gonflement des sols argileux d'Urval.

Le retrait-gonflement des sols argileux est susceptible d'engendrer des dommages importants aux bâtiments en cas d’alternance de périodes de sécheresse et de pluie. 80,4 % de la superficie communale est en aléa moyen ou fort (58,6 % au niveau départemental et 48,5 % au niveau national métropolitain). Depuis le 1er octobre 2020, en application de la loi ÉLAN, différentes contraintes s'imposent aux vendeurs, maîtres d'ouvrages ou constructeurs de biens situés dans une zone classée en aléa moyen ou fort,.
La commune a été reconnue en état de catastrophe naturelle au titre des dommages causés par des mouvements de terrain en 1999.

#### Risque technologique
La commune est en outre située en aval du barrage de Bort-les-Orgues, un ouvrage de classe A situé dans le département de la Corrèze et faisant l'objet d'un PPI depuis 2009. À ce titre elle est susceptible d’être touchée par l’onde de submersion consécutive à la rupture de cet ouvrage.

## Toponymie
La première mention écrite connue du lieu est relevée dans un pouillé du XIIIe siècle sous la forme Urvals, avant d'être cité en 1462 sous la forme Orval. Ce toponyme dérive du nom d'un personnage germanique Uro suivi du nom latin vallis correspondant à la « vallée d'Uro », ou au « vallon d'Uro ».
En français comme en occitan, la commune porte le même nom.

## Histoire
Le 1er janvier 1974, les communes de Cadouin, Paleyrac et Urval entrent en fusion-association avec celle du Buisson-Cussac qui prend alors le nom du Buisson-de-Cadouin.
Le 15 février 1989, Urval reprend son autonomie.

## Politique et administration

### Rattachements administratifs
Dès 1790, la commune d'Urval est rattachée au canton de Cadouin qui dépend du district de Belvès jusqu'en 1795, date de suppression des districts. En 1801, le canton est rattaché à l'arrondissement de Bergerac. Il change de nom en 1974, devenant le canton du Buisson-de-Cadouin.
Dans le cadre de la réforme de 2014 définie par le décret du 21 février 2014, ce canton disparaît aux élections départementales de mars 2015. La commune est alors rattachée au canton de Lalinde, lui aussi dépendant de l'arrondissement de Bergerac.

### Intercommunalité
Début 2002, Urval intègre dès sa création la communauté de communes de Cadouin. Celle-ci est dissoute au 31 décembre 2012 et remplacée au 1er janvier 2013 par la communauté de communes des Bastides Dordogne-Périgord.

### Administration municipale
La population de la commune étant comprise entre 100 et 499 habitants au recensement de 2017, onze conseillers municipaux ont été élus en 2020,.

### Liste des maires

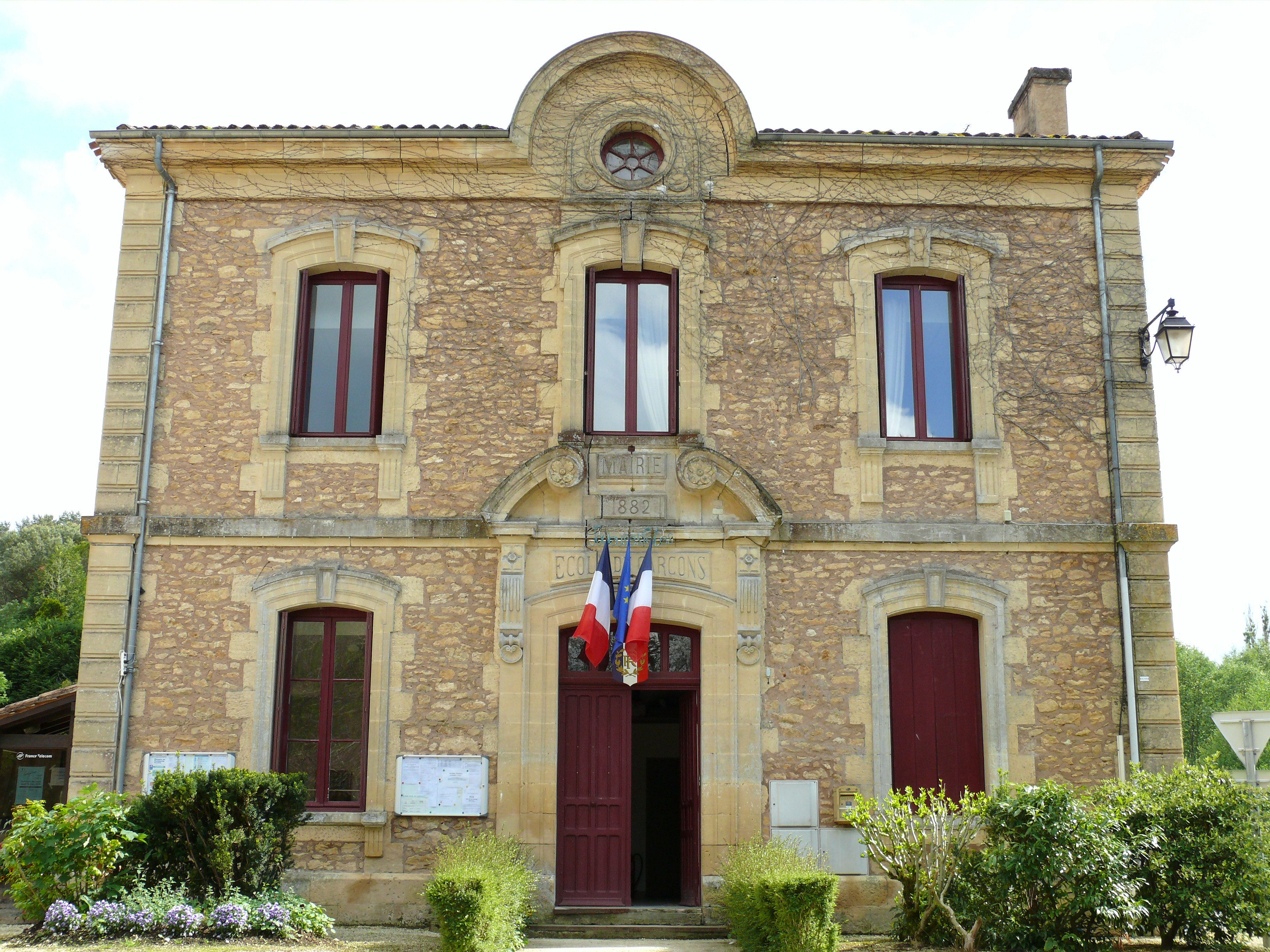
La mairie.

| Période                                  | Période      | Identité            | Étiquette | Qualité                                |
| ---------------------------------------- | ------------ | ------------------- | --------- | -------------------------------------- |
| Les données manquantes sont à compléter. |              |                     |           |                                        |
|                                          |              |                     |           |                                        |
|                                          |              | Gérard de Commarque |           | Résistant, mort en déportation en 1944 |
|                                          |              |                     |           |                                        |
| janvier 1974                             | février 1989 | Aucun maire         |           |                                        |
| février 1989                             | mars 2001    | Henri Lepers        |           |                                        |
| mars 2001                                | mai 2020     | Roland Kupcic       | SE        | Artisan menuisier                      |
| mai 2020                                 | En cours     | Éloi Compoint       |           |                                        |

## Équipements et services publics

### Justice
En 2023, dans le domaine judiciaire, Urval relève : 
- du tribunal judiciaire, du tribunal pour enfants, du conseil de prud'hommes et du tribunal de commerce de Bergerac ;
- du pôle Nationalité du tribunal judiciaire de Périgueux (compétent uniquement dans le domaine de la nationalité) ;
- de la cour d'appel, du tribunal administratif et de la  cour administrative d'appel de Bordeaux.

## Population et société

### Démographie
L'évolution du nombre d'habitants est connue à travers les recensements de la population effectués dans la commune depuis 1793. Pour les communes de moins de 10 000 habitants, une enquête de recensement portant sur toute la population est réalisée tous les cinq ans, les populations de référence des années intermédiaires étant quant à elles estimées par interpolation ou extrapolation. Pour la commune, le premier recensement exhaustif entrant dans le cadre du nouveau dispositif a été réalisé en 2008.

En 2022, la commune comptait 115 habitants, en évolution de +2,68 % par rapport à 2016 (Dordogne : +0,37 %, France hors Mayotte : +2,11 %).
| 1793 | 1800 | 1806 | 1821 | 1831 | 1836 | 1841 | 1846 | 1851 |
| ---- | ---- | ---- | ---- | ---- | ---- | ---- | ---- | ---- |
| 460  | 470  | 415  | 460  | 425  | 433  | 478  | 491  | 476  |

| 1856 | 1861 | 1866 | 1872 | 1876 | 1881 | 1886 | 1891 | 1896 |
| ---- | ---- | ---- | ---- | ---- | ---- | ---- | ---- | ---- |
| 482  | 459  | 445  | 422  | 410  | 418  | 347  | 326  | 334  |

| 1901 | 1906 | 1911 | 1921 | 1926 | 1931 | 1936 | 1946 | 1954 |
| ---- | ---- | ---- | ---- | ---- | ---- | ---- | ---- | ---- |
| 340  | 293  | 255  | 188  | 183  | 171  | 179  | 192  | 165  |

| 1962 | 1968 | 1975 | 1982 | 1990 | 1999 | 2006 | 2008 | 2013 |
| ---- | ---- | ---- | ---- | ---- | ---- | ---- | ---- | ---- |
| 149  | 159  | 109  | 121  | 123  | 163  | 153  | 150  | 113  |

| 2018 | 2022 | - | - | - | - | - | - | - |
| ---- | ---- | - | - | - | - | - | - | - |
| 116  | 115  | - | - | - | - | - | - | - |

#### Remarque
Lors des recensements de 1975 et 1982, la commune d'Urval n'existait plus en tant que telle mais était associée à celle du Buisson-de-Cadouin.

## Économie

### Emploi
En 2015, parmi la population communale comprise entre 15 et 64 ans, les actifs représentent cinquante-deux personnes, soit 47,3 % de la population municipale. Le nombre de chômeurs (neuf) a augmenté par rapport à 2010 (deux) et le taux de chômage de cette population active s'établit à 17,0 %.

### Établissements
Au 31 décembre 2015, la commune compte vingt-deux établissements, dont huit au niveau des commerces, transports ou services, six dans l'agriculture, la sylviculture ou la pêche, cinq dans la construction, et trois relatifs au secteur administratif, à l'enseignement, à la santé ou à l'action sociale.

## Culture locale et patrimoine

### Lieux et monuments
- Château de la Bourlie, XVe siècle XVIIIe siècle XIXe siècle, classé ainsi que son domaine.
- Château de la Poujade, XVIIIe siècle XIXe siècle, classé.
- Église Notre-Dame-de-la-Nativité d'Urval[57],[58],[59]. L'église est fortifiée. Le chœur et la nef portent des chambres de défense. Le chœur carré du XIe siècle est voûté en berceau en plein cintre retombant sur des colonnes, dont deux en marbre noir sont des réemplois (d'une villa gallo-romaine ?). Le chœur et la nef sont séparés par l'arc triomphal en plein cintre qui retombe sur des colonnes engagées avec des chapiteaux sculptés d'entrelacs et de rinceaux de feuillage. L'extrémité du chœur supporte un mur défensif. Au-dessus de l'arc triomphal, le clocher-mur a servi à compléter la défense au-dessus de la nef.
- Four banal du XIVe siècle. Au-dessus du four se trouvait le logement du fournier. En 1853, la toiture en tuile a remplacé celle de pierre. Le four a été restauré en 1862. Il a encore servi pendant la Première Guerre mondiale. Il est encore utilisé chaque année pendant la fête du village.

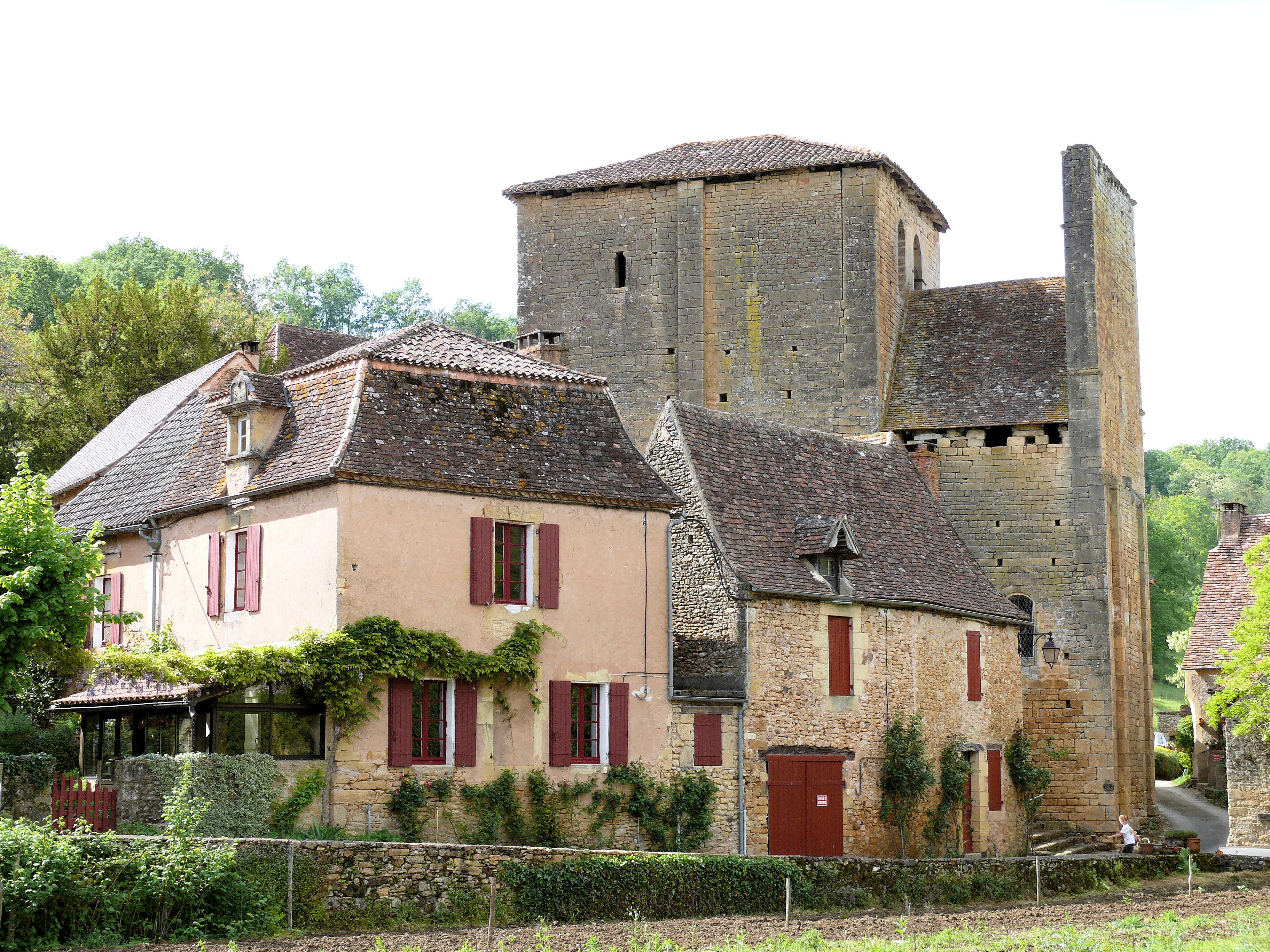
Église Notre-Dame-de-la-Nativité.
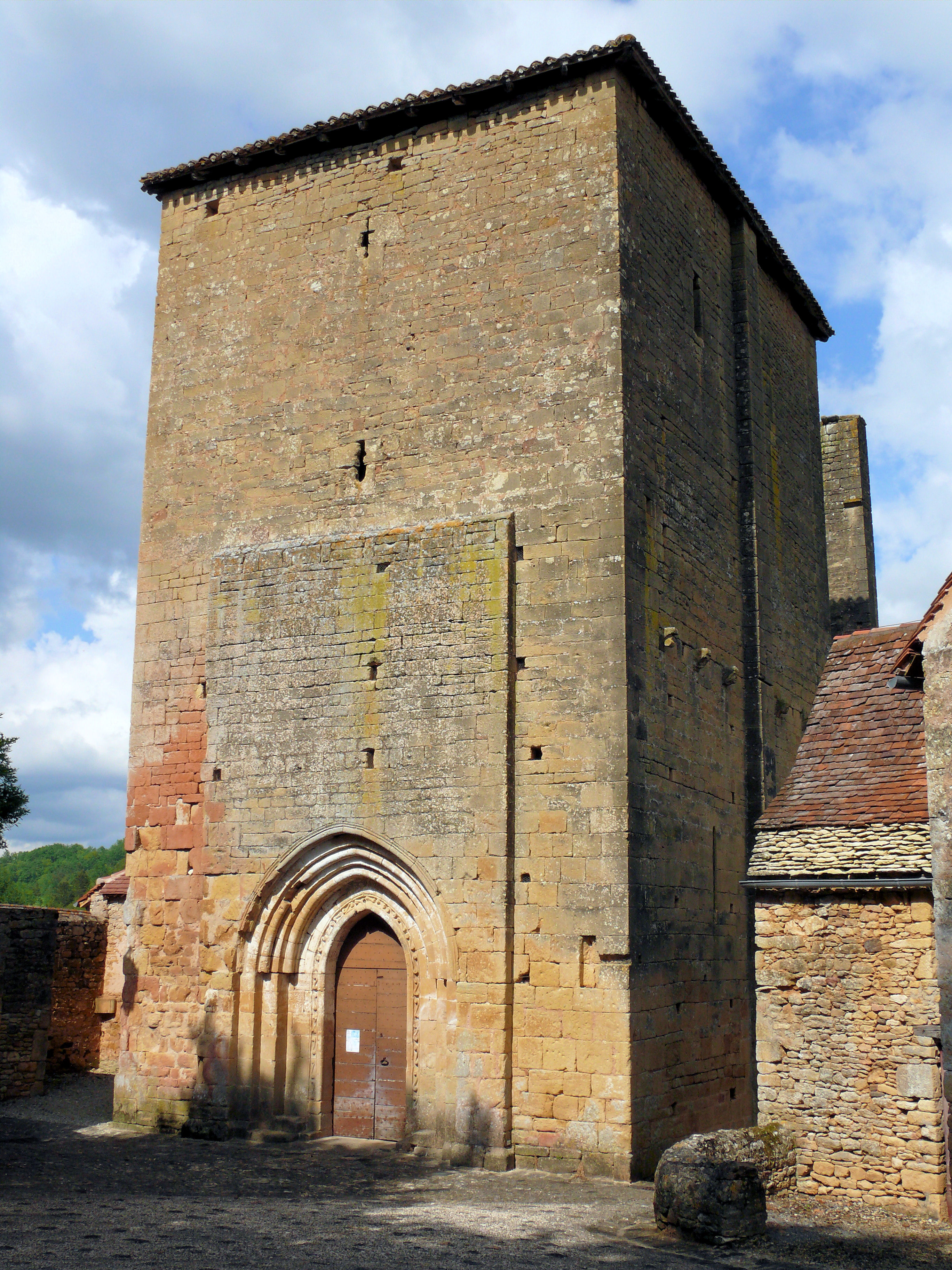
Église Notre-Dame-de-la-Nativité.
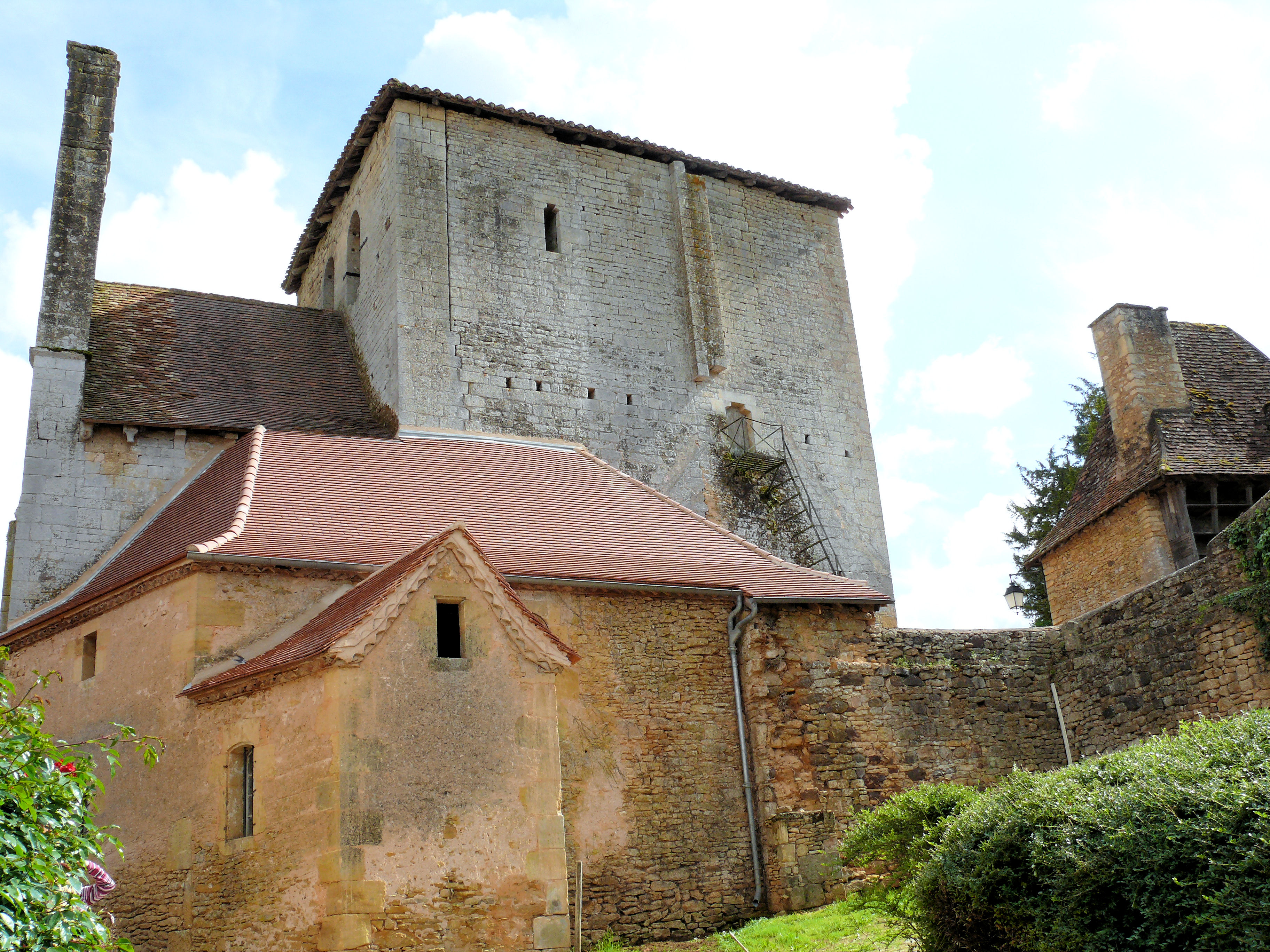
Église Notre-Dame-de-la-Nativité et four banal.
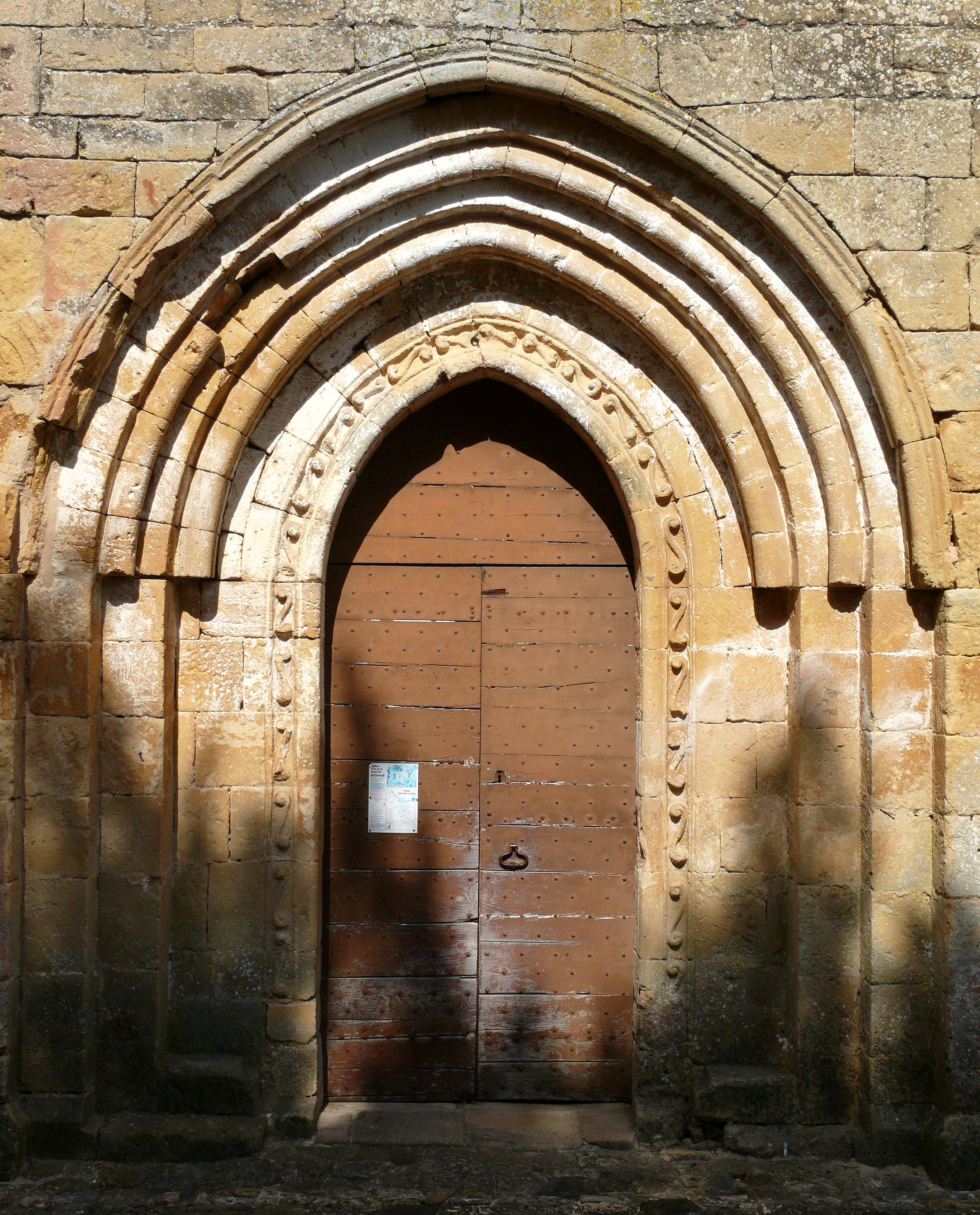
Église Notre-Dame-de-la-Nativité : portail.
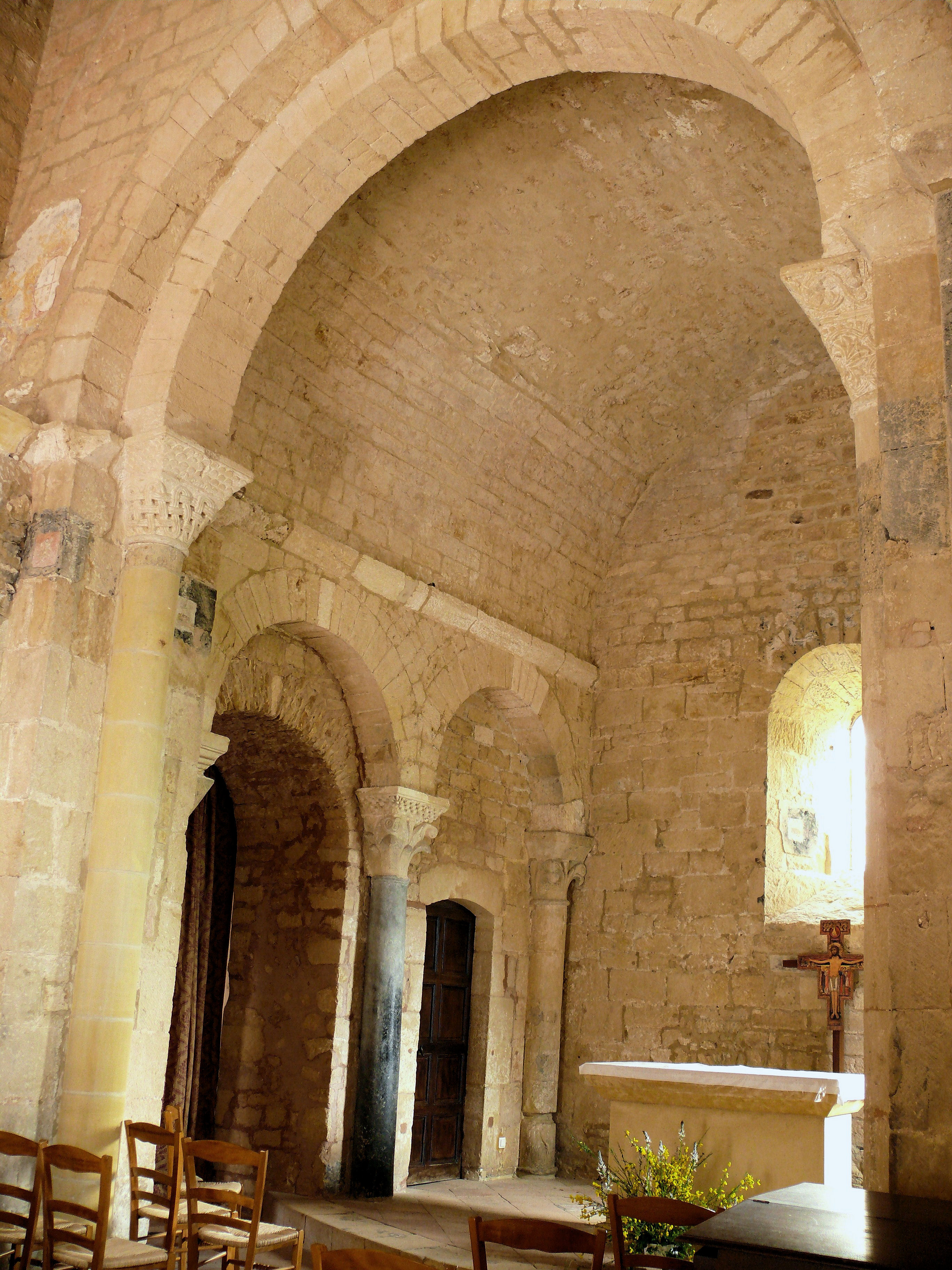
Église Notre-Dame-de-la-Nativité : chœur.
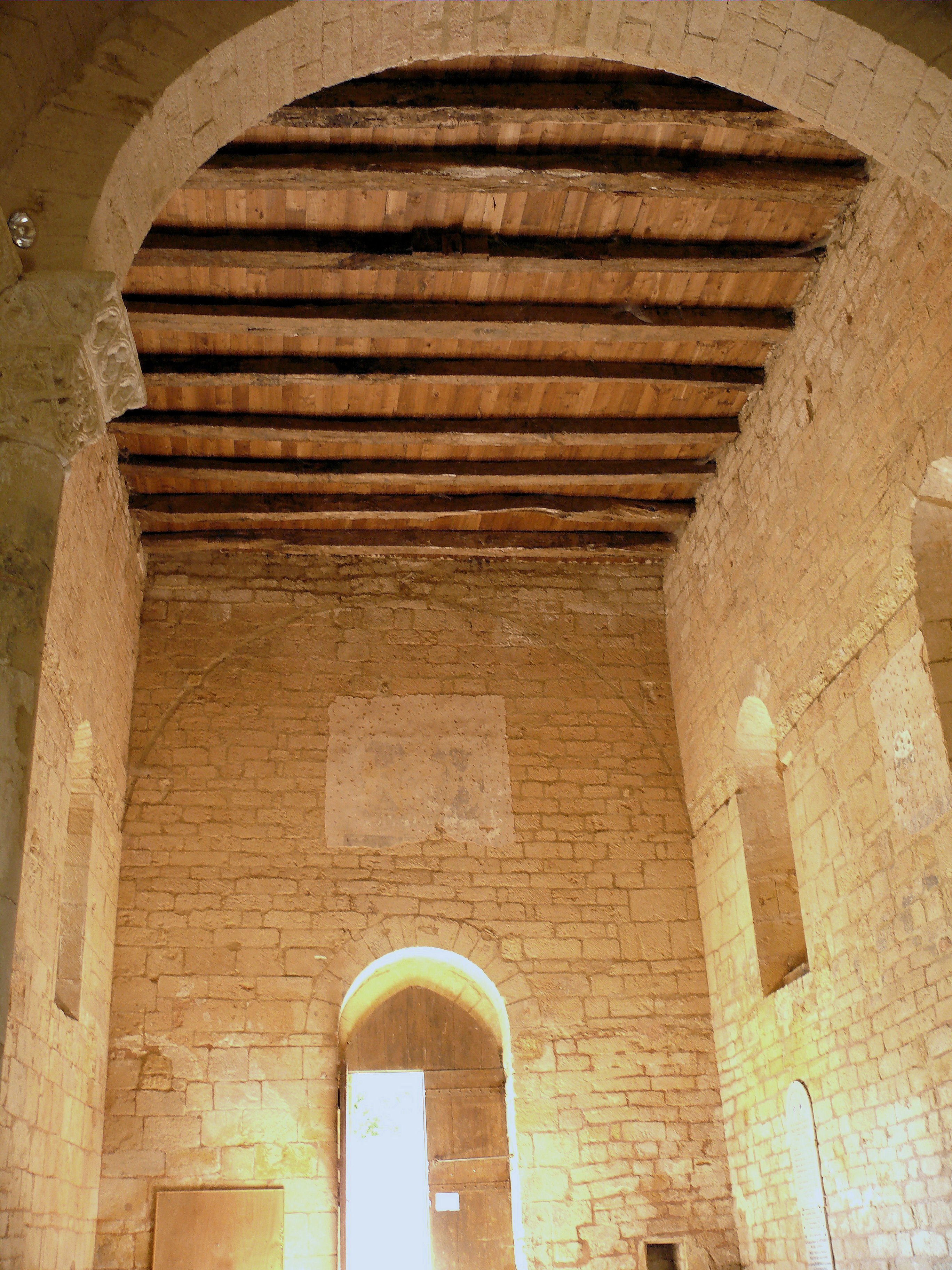
Église Notre-Dame-de-la-Nativité : nef.
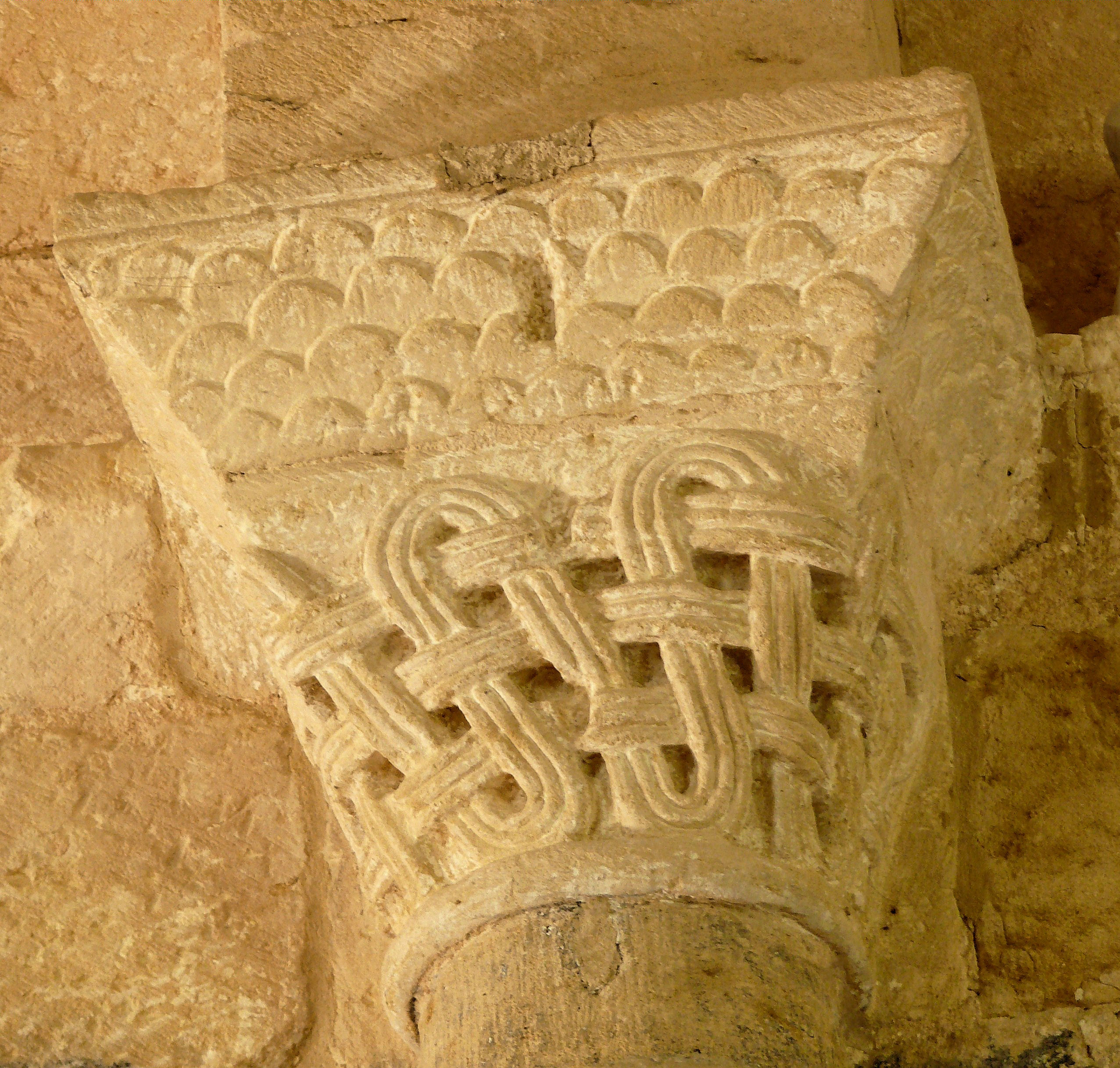
Église Notre-Dame-de-la-Nativité : chapiteau de l'arc triomphal.
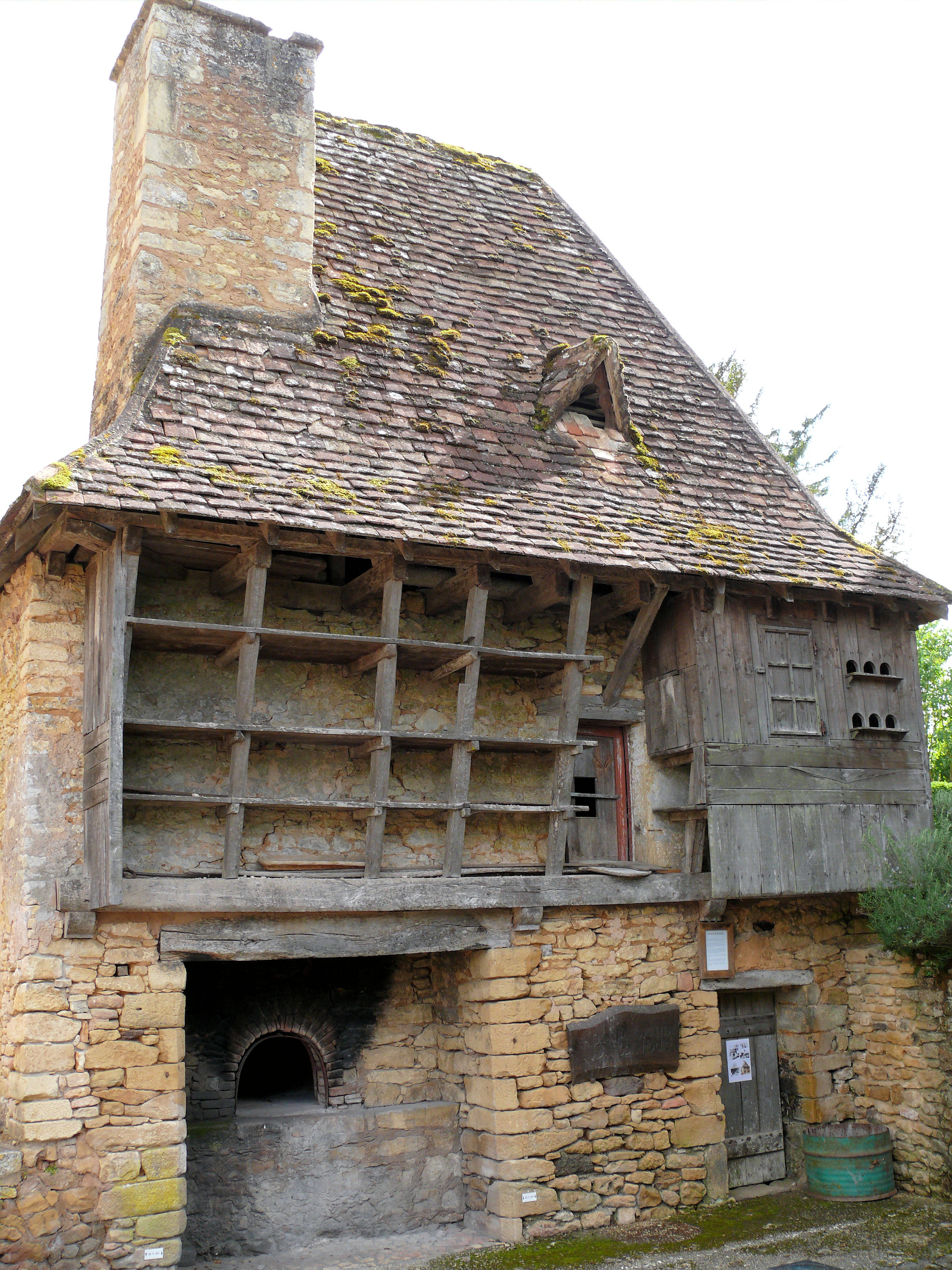
Four banal.

### Personnalités liées à la commune
- L'abbé Jean Bru (1761-1794), né à Urval, prêtre réfractaire pendant la Révolution et déporté sur les tristement célèbres Pontons de Rochefort. Il meurt d'épuisement et de mauvais traitements sur Les-Deux-Associés, le 19 septembre 1794. Il est inhumé sur l’Île Madame avec ses malheureux compagnons.
- Léon Poirier (1884-1968), mort à Urval, cinéaste, maire de la commune[60] de 1959 à 1968.

### Héraldique
| Blason de Urval | Blason  | D’azur à l’ours d’or passant sur une terrasse isolée et appointée de gueules, surmonté d’un croissant d’argent. |
| Blason de Urval | Détails | Le statut officiel du blason reste à déterminer.                                                                |

### Les Confinés d’Urval
Pendant le confinement décidé en 2020 en raison de la Pandémie de Covid-19, sept cousins, qui s’étaient rendus à Urval à l’occasion des élections municipales 2020 auxquelles leur oncle était candidat, entreprennent de filmer chaque jour un pastiche d’une œuvre cinématographique. Le contenu, publié sur une page Facebook ainsi qu’une chaîne YouTube, connaît rapidement du succès et attire l’attention de journalistes locaux,, et nationaux.

## Pour approfondir